# Untersulzbach (Sulzbachtal)
Untersulzbach ist der größere von zwei Ortsteilen der Ortsgemeinde Sulzbachtal im Landkreis Kaiserslautern in Rheinland-Pfalz.

## Lage
Untersulzbach liegt an der Lauter.

## Geschichte
Bis zur französischen Revolution gehörte Untersulzbach zur Kurpfalz. Von 1798 bis 1814, als die Pfalz Teil der Französischen Republik (bis 1804) und anschließend Teil des Napoleonischen Kaiserreichs war, war Untersulzbach in den Kanton Otterberg eingegliedert. Anschließend wechselte der Ort in das Königreich Bayern. Von 1818 bis 1862 gehörte er dem Landkommissariat Kaiserslautern an; aus diesem ging das Bezirksamt Kaiserslautern hervor. 1928 hatte Untersulzbach 270 Einwohner, die in 38 Wohngebäuden lebten. Die Katholiken gehörten seinerzeit zur Pfarrei Otterbach, während die Protestanten zu derjenigen von Katzweiler gehörten. Ab 1938 war der Ort Bestandteil des Landkreises Kaiserslautern. Nach dem Zweiten Weltkrieg wurde Untersulzbach innerhalb der französischen Besatzungszone Teil des damals neu gebildeten Landes Rheinland-Pfalz. Im Zuge der ersten rheinland-pfälzischen Verwaltungsreform wurde Untersulzbach am 7. Juni 1969 mit der Nachbargemeinde Obersulzbach zur neuen Ortsgemeinde Sulzbachtal zusammengelegt.

## Verkehr und Infrastruktur
Untersulzbach besitzt einen Haltepunkt an der Lautertalbahn Kaiserslautern–Lauterecken-Grumbach, der seit 2018 jedoch den Namen Sulzbachtal trägt. Vor Ort befinden sich insgesamt zwei Kulturdenkmäler.